# 川島令美
川島 令美（かわしま れみ、1979年1月30日 - ）は、神奈川県出身の女優・タレント・料理研究家（フードコーディネーター）。身長156cm、血液型はO型。ヴィヴィアン所属。

## 来歴
- 1997年、テレビドラマ『ガラスの仮面』（テレビ朝日系）でデビュー。
- かつては、川村ひかる、望月聡子と3人で『サウスポー』というグループのメンバーとしても活動していた。
- 2000年、ポニーキャニオンによってファイブスターガール（後期）に選ばれる（この時、川島と一緒に選ばれたのは浅香友紀、竹下玲奈、水野裕子の3人）。
- 芸能人女子フットサルチーム「chakuchaku J.b」に所属していたが、2008年9月7日の「メルシートゥフェスタ2008 3rdステージ」をもって退団。
- アパレルブランド『MARIACIDA-JOGARBOLA de feminino』『MARIACIDA Sweet』のモデル・デザイナーも務めていた。
- 2010〜2011年、Jリーグおよびナビスコカップの横浜F・マリノスホームゲーム全試合のスタジアムMCを担当。
- 2010年から雑誌・webで料理に関するコラムの連載をきっかけに、2012年レシピ本を出版。
- 2013年、NHKBSプレミアム連続ドラマ『嘆きの美女』にてフードコーディネートを担当。毎週主演２人が披露するジャンク＆美魔女レシピを考案。以降、女優業と並行し、料理家・フードコーディネーターとして、各種出版・WEB媒体にレシピ・コラム掲載、飲食店舗のメニュー監修や広告のフードコーディネートを行う。
- 2014年、長年イメージモデルを務める日本ボディスタイリスト協会・食学科の立ち上げに参画。企画立案を行い、オリエントフード食学科顧問に就任。セミナー講師・ビューティーレシピの提案も行う。
- 2017年1月出産を機に、ママモデルとして活動中。料理家として、キッズ&ファミリー向けのレシピ提案にも力を入れている。

## 出演

### TV
- ガラスの仮面（テレビ朝日）1997年7月 - 9月
- ガラスの仮面2（テレビ朝日）1998年4月 - 6月
- 松本清張七回忌特別企画 薄化粧の男（フジテレビ）1998年6月
- PAKU2グルメんぼ（テレビ朝日）1998年10月 - 12月
- 可愛いだけじゃダメかしら? 第4話（テレビ朝日）1999年2月
- 夢☆おうえん隊（テレビ東京）1999年4月 - 6月
- アンナ音版（日本テレビ）1999年4月 - 6月
- アニメージュTV（テレビ神奈川）1999年4月 - 6月
- BAT-corp.（関西テレビ）2000年4月 - 6月
- ぐっどぴーぽー（テレビ東京）2000年4月 - 6月
- おんなぎ（テレビ東京）2000年10月 - 12月
- 南の島のクリスマス  2000年12月
- 京都奉納まつり殺人事件（テレビ東京）2001年1月
- VIVIVI21 2001年1月 - 3月
- G-taste（テレビ朝日）2001年4月（第三話／主演 水越沙耶香役）
- だちょうの卵　2001年4月 - 9月
- バックステージパス（BSフジ）2001年4月 - 9月
- D-girls（テレビ東京）2001年7月 - 9月（主演 長女・桜木さゆり役）
- 保険調査員 3（テレビ東京）（江口まどか 役）2002年8月
- 楽天TV　2002年11月 - 2003年1月
- bb通信　2003年1月 - 3月
- アキハバラ情報局　2003年4月 - 9月
- 松本清張特別企画　喪失の儀礼（テレビ東京）（エミ役）2003年12月
- KICK IN! GAROTAS フットサルTV（BSフジ）2005年11月 -
- さあ、日本を見よう!（BS日テレ）2006年1月
- 恋するフットサル（フジテレビ）2006年4月 - 2007年3月
- ハートにホイッスル2007年2月 - 6月
- シュン感!（日本テレビ）2008年3月
- 関西情報ネット Ten（関西テレビ）2010年1月
- 中居正広の金曜日のスマたちへ（TBS）2010年2月

### 映画
- 東京攻略
- 悪魔が棲む家2001
- 恐怖学園
- マネーざんす
- 蒲田の女
- 刺青 堕ちた女郎蜘蛛

### 舞台
- HO-BO
- アインシュタインロマンス
- 狂恋デカダンス
- 像面ガネーシャ

### PV
- この世の終わり／drug store cowboy（東芝EMI）
- VOCAL II／徳永英明（ユニバーサルミュージック）映像特典PV集「雪の華」、「あの日に帰りたい」2作品に出演
- We can go any where／小柳ゆき（ユニバーサルミュージック）

### 広告
- 代々木アニメーション学院
- XING
- 日本生命
- 日本エアシステム(JAS)
- スパワールド
- OLYMPUS
- シーグランド
- Yahoo! BB
- HONDA
- オンラインセレクトショップ『MAKERS SELECT/イメージモデル
- 日本ボディスタイリスト協会/イメージモデル
- 國新産業『fint STOL』新ブランド「KOSELIG」
- E-DON『にっこりマッコリ』TV-CF、web

### ラジオ
- 平成アニメッ子倶楽部（FM FUJI）1999年7月 - 12月
- アジアン美少女ファイル（USEN）2000年10月 - 2001年9月

### イメージビデオ
- misty（2000年11月24日、ベガファクトリー）
- honey（2001年6月6日、ポニーキャニオン）
- D-splash!（2001年12月5日、キングレコード）
- Fetish（2004年4月23日、竹書房）

### ゲーム
- 情報捜査官e－POLICE　岸更沙役

## 連載
- DVD & ビデオVISION(日之出出版)新作映画レビュー（02.06〜07.08）
- toto公式サイト『スポーツ日記』（03.02）
- ameblo.jp『書評つながり』（04.12〜05.01）
- Footival（ソニー・マガジンズ）（05.08〜06.06）
- WEB SITE『COBS ONLINE』（毎日コミュニケーションズ）（07.12〜08.05）
- フットサルマガジンPivo!(ムース出版)フットサルファッション連載（06.01〜）
- モバイルサイト「フットサル完全版Pivo!」(ムース出版)週間コラム（06.08〜）
- J’sサッカー(ニューズ出版)コラム （08.05〜）
- 雑誌総合情報SITE『zassi.net』(雑誌ネット)週間レビュー（08.05〜）

## 写真集
- Fetish（2004年3月26日、竹書房、撮影：塚田和徳）ISBN 978-4812415719
- 月刊 川島令美(SHINCHO MOOK 88)（2007年3月、新潮社、撮影：斎門富士男）ISBN 978-4107901712